# Tropfenförmiger Wassertreter
Der Tropfenförmige Wassertreter (Haliplus ruficollis) ist ein Käfer aus der Familie der Wassertreter (Haliplidae).

## Merkmale
Die Käfer erreichen eine Körperlänge von 2 bis 2,5 Millimetern. Die Oberseite ihres sehr kurzen und breiten Körpers ist glänzend. Der Halsschild ist sehr breit und zweieinhalb Mal so breit wie lang. Er hat vor der Basis zwischen den sehr kurzen und geraden Basalstricheln keinen merklichen Quereindruck. Die Strichel verlaufen parallel und nur bis vor die Mitte des Halsschildes. Die Deckflügel haben ihre breiteste Stelle hinter den Schultern und verjüngen sich zur Spitze hin stark keilförmig. Sie sind nur mit mittelmäßig starken Punktstreifen versehen, welche an der Basis nicht mit einem größeren Grübchenpunkt markiert sind. Die sehr feine Punktreihe neben der Flügeldeckennaht ist deutlich schwächer ausgebildet als die übrigen. Auch die Epipleuren sind mit einer Reihe von groben Punkten versehen. Die Scheibe der Deckflügel trägt auch abseits der Streifen schwärzliche Flecken.

## Vorkommen und Lebensweise
Die Art ist in Europa, Kleinasien, Westsibirien und Turkestan verbreitet. Sie ist in Mitteleuropa überall verbreitet und häufig bis sehr häufig. Die Tiere leben in sauberen, stehenden und langsam fließenden Gewässern.